# Hotaru no Haka (2005)
Hotaru no Haka (火垂るの墓 pronúnciaⓘ) é um telefilme japonês dirigido por Toya Sato que estreou em 1 de novembro de 2005 pela Nippon Television. Junto com suas versões de 1988 e 2008, é o segundo filme baseado no conto semi-autobiográfica de Akiyuki Nosaka. Foi protagonizado por Hōshi Ishida, Mao Sasaki, Nanako Matsushima, Mao Inoue e Tsuyoshi Ihara. Hotaru no Haka foi produzido em comemoração ao 60º aniversário do fim da Segunda Guerra Mundial. Ambientado nas cidades de Cobe e Nishinomiya, no Japão, o filme narra a história angustiante de dois irmãos, Seita e a pequena Setsuko, e sua luta desesperada e mal sucedida pela sobrevivência nos meses do bombardeio em Cobe.

## Elenco
Principais
- Hōshi Ishida — Seita Yokokawa
- Mao Sasaki — Setsuko Yokokawa
- Nanako Matsushima — Hisako Sawano
- Mao Inoue — Natsu Sawano (jovem)/Keiko Mitsumura
- Keiko Kishi — Natsu Sawano (idosa)

Recorrentes
- Yui Natsukawa — Kyoko Yokokawa
- Ikki Sawamura — Kiyoshi Yokokawa
- Tsuyoshi Ihara — Genzō Sawano
- Jun Kaname — Yoshie Sawano
- Mayuko Fukuda — Hana Sawano
- Narumi Iihara — Yuki Sawano
- Shōta Horie — Teizō Sawano